# Maragogipe
Maragogipe is een gemeente in de Braziliaanse deelstaat Bahia. De gemeente telt 43.921 inwoners (schatting 2009).

## Geboren
- Manuel Alves Branco (1797-1855), premier van Brazilië